# Safe, sane, consensual

Символ БДСМ (трискель), що позначає, серед іншого, і три основні норми SSC

SSC (англ. Safe, sane, consensual, укр. Безпечно, розумно та за згодою)  — скорочення, що позначає основний набір етичних норм в практиці БДСМ. Суть даних норм зводиться до того, що будь-які відносини, моральні та фізичні впливи в рамках практики БДСМ повинні безумовно підкорятися принципам безпеки, розумності та добровільності.
Скорочення SSC є абревіатурою-акронімом англійських слів Safe, Sane і Consensual, які в світлі практики БДСМ тлумачаться таким чином:
- Safe («безпечно») — будь-які дії в рамках практики БДСМ не повинні завдавати шкоди здоров'ю людини. Крім того, ризик отримання фізичних (в ряді випадків — також моральних) травм, завжди в тій чи іншій мірі присутній в практиці БДСМ, повинен бути зведений до мінімуму;
- Sane («розумно») — всі моральні і фізичні дії в рамках практики БДСМ повинні відбуватися людиною при здоровому глузді і розумі. Дане правило має на увазі тверезу оцінку практикуючим власних дій. Тобто навіть в тому випадку, якщо партнер відкрито просить практикуючого зробити ту чи іншу дію, практикуючий повинен відмовити, якщо вважає цю дію небезпечною. Крім того, обов'язковим є відсутність у практикуючих стану алкогольного/наркотичного афекту;
- Consensual («добровільно») — всі моральні і фізичні дії в рамках практики БДСМ повинні відбуватися добровільно, при повній згоді всіх сторін і — найчастіше — за попередньою домовленістю. Крім того, при першому ж сигналі від партнера практикуючий повинен негайно припинити будь-які дії.

Одним із способів дотримання правил SSC може бути наявність «стоп-слова», заздалегідь визначеного домовленістю між учасниками. Його проголошення не може трактуватися ні як звичайна реакція на больові відчуття, ні як частина рольової гри: за ним завжди повинні слідувати миттєве, повне і беззастережне припинення всіх БДСМ-дій.
Неухильне дотримання правил SSC є одним з основоположних моментів практики БДСМ і її основною відмінністю від сексуального насильства.
У БДСМ-середовищі для позначення вищенаведених норм часто використовується абревіатура БРД («Безпека, Розумність, Добровільність»).